# 20세기 문학
20세기 문학(20世紀文學)은 1901년부터 2000년 사이의 20세기 동안 만들어진 전 세계 문학을 가리키는 말이다.

## 프랑스
제1차 세계대전(1914-1918)과 제2차 세계대전(1939-1945)은 프랑스의 정치·경제·사회에 심각한 영향을 미쳤다. 정치와 사회의 관련이 더욱 강화된 20세기 문학은 두 번의 대전을 경계로 하여 3기로 나누어 고찰할 수 있다.
19세기 말부터 제1차 세계대전까지의 기간에는 자연주의에 대한 반동을 찾아볼 수 있다. 사실 이 시기에 대가(大家)로서 존경을 받은 것은 이미 자연주의 시대부터 비판적이던 프랑스, 로티, 부르제, 바레스 등이었다.
이 시기의 사조는 텐으로 대표되는 실증주의·과학주의에서 베르그송으로 대표되는 반(反)지성주의로 이행한다. 이 동향은 상징주의 영향과 중첩하여 20세기 문학의 주조(主調)를 만들어 나갔다. 20세기 문학의 참다운 개척자인 클로델, 지드, 프루스트, 발레리 등은 모두 이러한 방향에서 출발하여 전후(戰後)의 문학에 큰 영향을 주었다. 이 시기에는 또 인도주의적·사회주의적·카톨릭적인 흐름의 원천이 되는 롤랑과 페기 및 쉬르레알리즘의 선구적 시인인 아폴리네르 등이 있다.
제1차 세계대전의 영향은 기성가치(旣成價値)의 부정과 정신적 불안으로서 문학에 나타났는데 다다이즘과 쉬르레알리즘은 그 두드러진 예이다. 이러한 동향의 배후에 있는 프로이트의 영향도 빠뜨릴 수 없다. 양차 세계대전 간에는 전기한 대가들 이외에 여러 작가가 독자적인 일을 하였다.
시(詩)에서는 브르통, 엘뤼아르, 아라공, 콕토가 소설에서는 콜레트, 모르와, 몽테를랑과 모리아크 등의 카톨릭 작가들이 있고 연극에서는 지로두, 살라크루, 아누이 등이 활동하였다. 1920년대 문학은 자아(自我)를 중심으로 하는 경향이 강했으나 1930년대가 되면 개인과 사회의 관계에 눈을 돌리는 경향이 나타났다. 로맹 등의 대하(大河) 소설과 말로, 생텍쥐페리 등 이른바 행동주의 문학은 그 좋은 예가 될 것이다. 이것은 1930년경에 시작한 세계적인 경제공황(經濟恐慌)과 파시즘의 대두 등 긴장된 사회정세와 관련된 것이다.
제2차 세계대전은 먼저 저항의 문학을 낳았다. 전후는 사르트르를 지도자로 하는 실존주의 문학이 화려하게 등장하여 인간의 고독과 불안과 번민을 드러내어 문학과 정치의 관련을 강조했다. 이것은 엄격한 역사상황에 직면한 시대의 요구에 잘 합치된 것이었다. 그러나 1950년대가 되어 일단 정치적·사회적 안정을 이룩하자 비정치적인 문학을 구하는 바람도 일어났다. 폭발적인 인기를 얻은 사강의 소설은 그 단적인 표시이다. 한층 더 중요한 동향으로서 소설에 있어서 누보 르망, 연극에는 앙티데아트르가 등장하였다. 양자는 다같이 정치와 절연하여 사실주의 실존주의와는 다른 각도에서 인간의 현실을 포착하려는 것으로 이미 확고한 지위를 차지하고 있었다.
1960년대 이후 누보 르망은 프랑스 문학에서 퇴보하는 경향이 되었다. 사로트는 주로 희곡에 전념했고, 로브 그리예는 시나리오 작가이자 영화감독으로 활동했다. 오늘날 프랑스 작가들은 다양한 종류의 소설을 시도하고 있다. 르 클레지오는 급변하는 세상에서 세계를 이해하고자 하는 인간의 노력을 힘찬 시적 문체에 담고 있다. 미셸 투르니에는 인간의 정체성과 의사소통의 문제에 관한 관심을 가지고 있으며 파트릭 모디아노는 개인의 추억이나 제2차 세계대전 중 프랑스의 점령 문제를 다루고 있다.
1970년에는 페미니즘 경향이 나타나 기존에 활동을 한 여성 작가들이 주목을 끌었고 페미니즘에 관심 있는 여성들이 현대문학을 텍스트로 삼아 표현과 여성 등장인물들을 분석함으로써 문학 전반을 재점검했다. 대표적인 페미니즘 작가로는 마르그리트 뒤라스와 엘렌식수를
들 수 있다. 특히 모니크 위티그는 과거의 문학 언어가 주로 남성의 관점에서 표현되어 왔다고 주장하는 극단적인 페미니즘 작가이다. 20세기 후반에도 시는 계속 중요한 위치를 차지하고 있다. 이브 본푸아는 복잡하고 함축된 언어로 철학적인 시를, 장클로드 르나르는 신비로운 경험을 시로 쓰고 있다.

## 동유럽
20세기에 들어서자 헝가리 문단에는 커다란 변화가 나타났다. 그 원동력이 된 것은 문예잡지 <뉴가트>(서양)의 창간(1908)이었다. 이 <뉴가트>의 그룹에는 서유럽의 근대 문예사조의 세례를 받은 젊은 세대의 문학자들이 참여하여, 새로운 문학운동을 통해서 당시 사회의 보수적 경향에 도전했다. ‘뉴가트’파의 지도자는 20세기 헝가리가 낳은 이색적인 시인 아디였으나 이 밖에 바비츠(1883-1941), 코츠톨라니(1885-1936)를 비롯해서 수많은 우수한 시인, 소설가가 이 그룹에 결집했다. 이 ‘뉴가트’파에서 출발한 소설가에 헝가리 리얼리즘 문학의 제1인자 모리츠(1879-1942)가 있고, ‘뉴가트’그룹에 가까운 서구파 작가에 희곡 <리리옴>(1909)이나 소년소설 <파르가(街)의 소년들>(1906) 등을 쓴 몰나르(1878-1952)가 있다. 제1차 세계대전 후 헝가리에는 쿤 베라의 공산혁명이 일어나 루카치(1885-1971), 바라지(1884-1949) 등의 평론가·문학가가 이 정권에 참가했으나 혁명 실패 후 망명작가가 되어 국외로 떠났다. 한편 이 시기를 대표하는 작가로는 소설가 사보(1879-1945)가 있어 혁명·반혁명의 투쟁이나 인플레이션의 불안에 위협을 받고 있던 전후의 혼란기를 생생하게 묘사하고 있다. 양 대전간의 시대에는 ‘뉴가트’파의 작가들 외에 여러 경향의 작가들이 제나름의 문예잡지를 통해 활발한 문예활동을 전개했다. 우선 서구의 영향을 강하게 받은 소시민 작가에는 질라히(1891- ? ), 마라이(1900- ?) 등이 있고 두 사람 다 다방면의 필재에 의해 1930년대의 헝가리 문단에서 활약했으나 제2차 세계대전 후 미국에 망명했다. 또한 <걸리버 여행기>의 속편을 쓴 풍자소설가 카린티(1887-1938)는 이 시대의 지적인 작가로서 알려졌고, 그의 작품은 서구에서도 높이 평가되고 있다. 또한 제2차 세계대전 전, 불우한 생활 속에서 자결(自決)한 시인 요제프(1905-1937)는 전후 그 진가가 인정되어 오늘날 페퇴피, 아디와 나란히 헝가리가 낳은 3인의 대표적 서정시인으로 불리게 되었다. 제2차 세계대전 후의 헝가리는 다른 동유럽 여러 나라와 마찬가지로 사회적으로 커다란 변혁을 겪었으며, 그 영향은 당연히 문학분야에도 현저하다. 전후의 헝가리 문단의 주류를 점한 것은, 전전(前戰)부터 국내에서 문학활동을 하고 있던 ‘민중파’(이른바 파퓰리스트)와 해외망명이나 지하생활에서 문학에 복귀한 공산주의계 작가들이다. ‘파퓰리스트’파라는 것은 헝가리 문학의 중요한 테마의 하나인 농촌문제에 관심을 갖는 작가 그룹으로 그 대다수는 소농출신(小農出身)들이기 때문에 이 그룹의 작품 속에는 농지해방과 집단농장을 둘러싼 전후 농촌생활의 여러 모습이 자주 취급되고 있다. ‘파퓰리스트’파의 대표적 작가로서는 전전에 자전적 장편 <푸스타의 사람들>(1936)을 발표한 이에시(1902-?), <두려움>(1947)과 <에게테 에스테르>(1956) 등의 역작을 썼고, 소설 외에도 희곡·평론의 분야에서 활약하고 있는 네메트(1901-1975)를 들 수 있다. 한편 전전의 공산주의계 작가 중 제1인자는 데리(1894-1977)로서 그의 이름은 전후의 라코시 정권에 의한 공포정치를 풍자한 작품 <니키>(1956)와 1956년 헝가리 의거에서의 활동으로 국제적으로 널리 알려졌다. 위에서 언급한 외에 더욱 새로운 세대에 속하는 작가로는 ‘헝가리의 누벨 바그’로 평가받은 <새끼 사슴>(1959)의 여류작가 사보(1917- ), 전후 헝가리 최대의 베스트 셀러 소설 <고철 묘지>(1962)의 페예시(1923- ), 르포르타주 문학의 문제작 <20시간>(1963)의 샨타(1927- ), 그리고 이들보다 더욱 젊은 세대에 속하는 단편작가 모루드바 등이 있다.

## 미국
19세기 말의 미국문학은 리얼리즘이 중시되어 헨리 제임스, 워튼, 캐서 등이 출현했고, 유전과 환경을 결정론으로 하는 노리스, 스티번 크레인과 런던 등이 활약했다. 20세기로 접어들면서 기계문명의 발달이 생활과 의식, 사고활동에 영향을 끼쳤다. 물량(物量)·스피드·매스커뮤니케이션이 비인간적 사회를 만들었고, 문학은 이에 비평을 가했다.
우선 드라이저는 산업주의사회에서 파멸하는 인간을 자연주의적 수법으로 묘사했고, 싱클레어는 사회주의가 노동자 편이라고 주장했다. 한편 셔우드 앤더슨은 그로테스크한 인간의 무리를 프로이트적 방법으로 해명했으며, 루이스는 속악(俗惡)한 사회에서 이상주의를 추구하는 개인을 크게 부각시켜 노벨상(賞)을 받았다. 또한 시인 샌드버그는 사회의식을 주제로 했고, 로빈슨은 고독과 유머를, T. S. 엘리엇은 개성(個性)으로부터의 도피를 노래했다. 극단(劇團)에서는 오닐이 자연주의 수법을 도입했고, 엘머 라이스나 로슨은 사회적 관심이 강한 극작을 발표했다.
1917년에 미국은 제1차 세계대전에 참가했다. 젊은이들은 대학에서 전장으로 뛰쳐나갔다. 그들은 전쟁에 환멸을 느꼈고, 허무함을 느낀 끝에 향락사상을 지니게 되었다. 1919년에 금주법이 성립되자 밀주가 횡행하고 젊은이들은 파리로 몰려갔다. 당시 파리에 있던 스타인 여사는 전후의 미국을 ‘잃어버린 세대(Lost Generation)’라 칭했는데 피츠제럴드, 헤밍웨이, 포크너, 도스 패소스 등이 그 대표로서 활약했고, 시인으로서는 커밍스, 제퍼스가 허무적 상황을 집요하게 추구하여 미국문학을 개화시켰다.
1929년 가을에 시작된 주가(株價)의 대폭락은 미국사회를 일변시켰다. 은행은 도산되고, 실업자는 1천 500만에 달하여 프랭클린 루스벨트 대통령이 뉴딜 정책을 실행하게 되었다. 그러나 이와 함께 마르크스주의를 비롯해서 미국 사회주의사상이 민중 속으로 침투되어 도스 패소스, 헤밍웨이, 스타인벡 등이 빈농(貧農) 및 노동자의 실체를 묘사했고, 시인 해럴드 크레인은 자살하였으며, 랜섬, 테이트, 워렌은 남부의 경제와 사회에 관심을 나타냈다. 극단(劇壇)에서도 맥스웰 앤더슨은 사회주의를, 킹슬리, 그린은 백인 빈농(貧農)을, 오데츠는 노동자의 파업을 주제로 택했다. 당시 포크너는 남부사회의 몰락을 묘사하였으나 1940년대의 후반에 이르기까지 인정을 받지 못했다.
1939년에는 제2차 세계대전을 맞게 되었다. 전후 메일러를 비롯하여 다수의 전쟁소설이 발표되었고, 시인으로는 샤피로, 에버하트, 제럴이 종군하여 전쟁과 인간을 시의 주제로 하였다. 한편 1947년의 매카디 선풍으로 공산당 작가는 좌절되고, 도스 패서스, 흑인인 라이트 등은 전향했다. 1950년의 한국동란으로 미국은 호경기를 맞이하나, 50년대 중엽에는 긴스버그, 케루악을 중심으로 비트 문학이 발흥하여 사회에 저항했다. 극단에서는 아서 밀러가 상업 메케니즘의 부정(不正)에 도전했고, 테네시 윌리엄스는 포크너와 함께 남부의 퇴폐적 세계를 묘사하여 호평을 얻었다. 포크너, 헤밍웨이는 노벨문학상을 탔고, 케네디 대통령의 등장으로 흑인시민권이 약속되어 흑인 볼드윈이 활약하게 된다. 그러나 메일러, 베로는 고독한 인간을 묘사하고, 시인 판첸, 로웰은 행동에 호소했으며, 극작가 인지, 오베르트는 현대정신의 비애를 논하고 있는 데 불과하다.
20세기의 미국문학은 절망과 불안, 그리고 초조감의 연속이었다. 상업주의의 압박, 인간성의 상실 등 여러 문제는 우리들에게 있어서도 공통의 주제가 되고 있다.

## 독일
자연주의 문학은 독일에서는 지극히 단명하였다. 이에 대신하여 20세기 초두에 신(新)낭만주의가 등장하였다. 이미 바르는 <자연주의의 극복>(1891)을 저술하였으나 그 정신적 원동력이 된 것은 니체였다. 그는 데카르트의 합리주의 이래, 본래의 생명력을 잃어가던 기성 그리스도교(敎)를 공격하고 "신(神)은 죽었다"라는 정언(定言)을 던져 세기말 유럽의 니힐리즘에 예리한 메스를 가하는 한편 중다(衆多)를 앞세우는 사회주의나 민주주의에 반대하여 정신의 귀족과 개인주의에 근원한 생(生)철학을 설파하였다.
독일은 19세기에서 제1차 세계대전까지는 빌헬름 2세 통치하의 제국주의시대로서, 사회주의적·인도주의적·반(反)군국주의적 경향이 강했던 하우프트만의 희곡 <직조공>이나 <축전극>은 한때 상연이 금지되었다. 신(新)낭만주의는 정치적·사회적 비판을 단념하고 오로지 관념적인 주관세계에 빠져 있었다. 신(新)낭만주의도 이를 더욱 세분하면 지각 내지 감각과 기분에서 출발하여 될 수 있는 대로 관능(官能)과 형식의 아름다움을 구하고 덧없는 환상(幻像)을 추구하며 작자의 인상을 충실히 재현하려고 시도한 인상주의 문학(릴리엔크론, 데멜, 바르, 빈파(派)의 슈니츨러, 호프만시탈, 다우텐다이 등)과 현실의 예감을 상징적 수법이나 신비적 사상에서 구하는 상징주의 문학(게오르게, 릴케, 후흐, 오이레베르크, 슈토켄 등)으로 나뉜다.
자연주의 문학에서 신낭만주의를 거쳐 만년의 그리스적 운명감과 신비사상에 도달한 하우프트만이나 자연주의적 수법에서 출발하여 풍자적 문명비평의 교양소설을 쓴 토마스 만이나, 예리한 심리분석을 장기로 하는 풍속작가(風俗作家) 바서만이나 내면성을 파고들어 독자적인 교양소설을 세상에 내놓은 헤세, 카로사, 무질, 브로호나 부조리한 세계를 실존주의적 수법으로 표현한 카프카 등은 하나의 조류(潮流) 속에 묶어서 논할 수 없는 것이다.
또한 신낭만주의에 싫증을 느껴 고전주의 정신과 형식으로의 복귀를 외치며, 특히 헤벨을 재인식하려고 하는 일파(一派)의 신고전주의 문학(에른스트, 숄츠)이나 건전한 혈연과 향토에 바탕을 둔 문학을 제창한 향토문학(鄕土文學)(슈트라우스, 토마, 셰퍼, 슈미트본 등)도 민족성을 지나치게 고취한 나머지 나치스에 이용당하여 어용문학(프렌젠, 콜벤하이어, 그림 등)으로 전락된 것도 있다.
외계에서 내계로 방향을 돌린 인상주의에 대해 내계에서 외계로 자기의 감정을 표백하는 표현주의 문학(1912-1926)은 슈트린드베리나 도스토예프스키에 영향을 받고 하인리히 만이나 베데킨트를 선구자로 하여 현상학(現象學)과 프로이트나 베르그송의 철학적 배경하에 전후의 반전사상을 주로 하여 서정시나 희곡에서 전개되었다(카이저, 베르펠, 되블린, 슈테른하임, 추크마이어, 크라븐트, 벤, 트라클, 하임 등). 표현주의가 양식상에만 그치지 아니하고 사회주의 혁명에로의 길을 밟은 작가(브레히트, 베허, 프랑크, 톨러 볼프 등)도 있었다.
너무나 주관주의적인 감정의 도취(陶醉)에 치우치던 표현주의에 대한 반동으로 신즉물주의(新卽物主義)가 일어나 새로운 객관성, 마(魔)의 리얼리즘이라 불려 근대기술의 유선형(流線型), 특히 건축의 합목적적 실용성을 찬미하여 보고(報告)문학이나 전쟁문학(케스트너, 렌, 레마르크 등)으로 개화되었다.
‘피와 흙’의 문학을 구가한 나치스 문학에는 전술한 사람 외에 요스트, 브룽크, 그리제 등의 작가가 있다.
제2차 세계대전 중 스위스, 네덜란드, 프랑스, 소비에트, 미국에 망명한 작가들(만 형제, 프랑크, S.츠바이히, 되블린, 운루, 비헤르트, 포이히트방거 등)은 이민문학(移民文學)으로 보아야 할 것이며, 전후의 문학으로서는 서독의 뵐, 자이델, 괴스, 융거 형제, 베르겐그륀, 르 포르, 안드레스, 카자크, 아이히, 그라스, 바이스, 슈미트, 서정시의 바하만, 엔챈스베르거, 스위스의 후리셰, 동독의 제거스, A. 츠바이히 등이 있다.

## 같이 보기
- 미국 문학
- 20세기 음악